# Bi Sheng
Bi Sheng (chinesisch 畢昇 / 毕昇, Pinyin Bì Shēng, W.-G. Pi Sheng; 972; † 1051), ein Mann niedriger Abstammung, erfand zwischen 1041 und 1048 im Kaiserreich China eine Methode des Drucks mit beweglichen Lettern. Näheres über sein Leben ist nicht aufgezeichnet.
Seine Erfindung wird detailliert von Shen Kuo in dessen Werk Mengxi Bitan (夢溪筆談; dt. „Pinselunterhaltungen am Traumbach“) beschrieben: Bi Sheng hatte für die einzelnen Schriftzeichen Druckstempel aus gebranntem Ton gefertigt, die er mit einer Mischung aus Wachs und Harz zum Druckstock einrichtete.
Um zu drucken, setzte er einen Eisenrahmen auf eine Eisenplatte und ordnete darin die Stempel an. War der Rahmen voll, dann ergab dies einen Druckstock, den er dann erhitzte, bis die Paste [an der Rückseite der Lettern] zu schmelzen begann. Mit einem Brett, das er an die Vorderseite drückte, ebnete er die Oberfläche des Druckstocks damit sie glatt wurde wie geschliffen.
Von jedem Schriftzeichen hatte er mehrere Stücke, und für häufig vorkommende zwanzig und mehr, um für Wiederholungen auf einer Seite gerüstet zu sein. Nicht benutzte Schriftzeichen etikettierte er und bewahrte sie in hölzernen Schachteln auf. (Lit. Tsien)
Um die Zeichen erneut zu verwenden, wurde die Eisenplatte neuerlich erhitzt, bis die schmelzende Paste die Stempel wieder freigab. Für größere Druckflächen waren Bi Shengs Keramiklettern aber zu empfindlich (Lit. Sohn).
Wang Zhen (1260–1330) nutzte deshalb später bewegliche Lettern aus Holz, dennoch setzte sich der Druck mit beweglichen Lettern in China bis zum Ausgang des 19. Jahrhunderts nicht durch. Sachbeweise für die praktische Nutzung von Bi Shengs Erfindung existieren nicht, die Erfindung geriet wieder in Vergessenheit.
Der Grund liegt wohl nahe: Die Tausenden chinesischer Schriftzeichen vereiteln das einfache und schnelle Zusammenstellen von Druckplatten auf diese Art.
Erst Ende des 17. Jahrhunderts druckten europäische Jesuiten-Missionare nach dem Prinzip des Johannes Gutenberg erstmals auf chinesischem Boden im Auftrag des Kaisers Kangxi Bücher mit beweglichen Lettern.
Der Mondkrater Bi Sheng ist seit 2010 nach ihm benannt.